# 芬克斯敦 (馬里蘭州)
芬克斯敦（英語：Funkstown）是一個位於美國馬里蘭州華盛頓縣的市鎮。

## 人口
根據2020年美國人口普查的數據，芬克斯敦的面積為1.43平方千米，當中陸地面積為1.43平方千米，而水域面積為0.00平方千米。當地共有人口852人，而人口密度為每平方千米596人。